# Паспорт гражданина Республики Косово
Паспорт гражданина Республики Косово — документ, выдаваемый гражданам частично признанной Республики Косово для выезда за рубеж. Служит также как удостоверение личности и документ, подтверждающий гражданство Республики Косово. Выдача паспорта находится в компетенции Министерства внутренних дел Республики Косово. Дипломатические паспорта выдаются МИД. Взрослым гражданам паспорт выдаётся сроком на десять лет. Первый паспорт был выпущен 30 июля 2008.

Паспорт гражданина Республики Косово

Косовский паспорт имеет обложку тёмно-красного цвета с гербом Республики Косово и надписями на албанском, сербском и английском языках.

## Признание
Поскольку Республика Косово имеет частичное признание, то не все страны признают косовский паспорт, и поэтому в некоторые страны въезд по нему невозможен. 
Помимо стран признавших статус Косово и соответственно косовский паспорт, ряд стран официально допускают использование этого паспорта без признания независимость страны. Помимо этого, зафиксированы случаи въезда косовских граждан и в другие страны не признавших независимость Косово.
91 государство признали независимость Косова и разрешают въезд на свою территорию по его паспортам:
- Афганистан[3]
- Албания[4]
- Андорра[5]
- Австралия[6]
- Австрия[7]
- Бахрейн[8]
- Бельгия[9]
- Белиз[10]
- Бенин[11]
- Болгария[12]
- Буркина-Фасо[13]
- Канада[14]
- ЦАР[15]
- Колумбия[16]
- Коморы[17]
- Коста-Рика[18]
- Кот-д’Ивуар[19]
- Хорватия[20]
- Чехия[21]
- Дания[22]
- Джибути[23]
- Доминиканская Республика[24]
- Эстония[25]
- Микронезия[26]
- Финляндия[27]
- Франция[28]
- Габон[29]
- Гамбия[30]
- Германия[31]
- Гана[32]
- Гвинея[33]
- Гвинея-Бисау[34]
- Гаити[35]
- Гондурас[36]
- Венгрия[37]
- Исландия[38]
- Ирландия[39]
- Италия[40]
- Япония[41]
- Иордания[42]
- Кирибати[43]
- Кувейт[44]
- Латвия[45]
- Либерия[46]
- Лихтенштейн[47]
- Литва[48]
- Люксембург[49]
- Северная Македония[50]
- Малави[51]
- Малайзия[52]
- Мальдивы[53]
- Мальта[54]
- Маршалловы Острова[55]
- Мавритания[56]
- Монако[57]
- Черногория[58]
- Науру[59]
- Нидерланды[60]
- Новая Зеландия[61]
- Нигер[33]
- Нигерия[62]
- Норвегия[63]
- Оман[64]
- Палау[65]
- Панама[66]
- Перу[67]
- Польша[68]
- Португалия[69]
- Катар[70]
- Самоа[71]
- Сан-Марино[72]
- Сент-Люсия[73]
- Саудовская Аравия[74]
- Сенегал[75]
- Сьерра-Леоне[76]
- Словения[77]
- Сомали[78]
- Республика Корея[79]
- Эсватини[80]
- Швеция[81]
- Швейцария[82]
- Турция[83]
- Тувалу[84]
- Уганда[85]
- ОАЭ[86]
- Великобритания[87]
- США[88]
- Вануату[89]

Греция, Словакия, Украина, Аргентина, Армения и ряд других стран официально объявили о том, что, не признавая независимость Косова, признают выданный властями республики паспорт.
Зафиксированы случаи въезда по косовскому паспорту в страны, официально не признающие этот документ. Тем не менее, разрешение на въезд в эти государства не является официальной практикой, и нет гарантии повторяемости данного опыта.

Косово
Страны, признавшие независимость Косова
Страны, не признающие Косово, но признающие паспорт Косова
Страны, официально не признающие косовский паспорт, но в которые зафиксированы случаи въезда по данному документу

- Багамские Острова[91]
- Камбоджа[92]
- Китай[93]
- ДР Конго[94]
- Эквадор[95]
- Египет[96]
- Грузия[97]
- Ирак[98]
- Израиль[99]
- Ливан[100]
- Марокко[101]
- Филиппины[102]
- ЮАР[103]
- Судан[104]
- Таиланд[105]
- Вьетнам[106]